# إس إم إس براندنبرغ
إس إم إس براندنبرغ  هي السفينة الرائدة في في فئة براندنبورغ للبحرية الإمبراطورية في أوائل تسعينيات القرن التاسع عشر. كانت أول مشجع تم بناؤه للبحرية الألمانية. في وقت سابق، قامت البحرية ببناء سفن دفاع ساحلية وفرقاطات مدرعة. تم وضع السفينة في حوض بناء السفن فولكان شتيشن في عام 1890، وتم إطلاقها في 21 سبتمبر 1891، وتم تكليفها في البحرية الألمانية في 19 نوفمبر 1893. كانت براندنبورغ وشقيقاتها الثلاث فريدات لوقتهن حيث حملن ست مدافع ثقيلة بدلاً من الأربعة التي كانت قياسية في البحرية الأخرى. تم تسميتها على اسم مقاطعة براندنبورغ.
عملت براندنبورغ مع الفرقة الأولى خلال العقد الأول من خدمتها مع الأسطول. اقتصرت هذه الفترة بشكل عام على التدريبات وزيارات النوايا الحسنة إلى الموانئ الأجنبية. ومع ذلك، كانت هذه المناورات التدريبية مهمة جدًا لتطوير العقيدة التكتيكية البحرية الألمانية في العقدين قبل الحرب العالمية الأولى، خاصةً تحت إشراف ألفريد فون تيربيتز. شهدت السفينة أول انتشار رئيسي لها في عام 1900 ، عندما تم نشرها هي وسفنها الثلاث الشقيقة في الصين لقمع تمرد الملاكمين. في أوائل القرن العشرين، أعيد بناء السفن الأربع بشكل كبير. كانت عفا عليها الزمن مع بداية الحرب العالمية الأولى وخدمت فقط بقدرة محدودة، في البداية كسفينة دفاع ساحلية. في ديسمبر 1915، تم سحبها من الخدمة النشطة وتحويلها إلى سفينة ثكنات. تم إلغاء براندنبورغ في غدانسك، بعد الحرب، في 1920.

## التصميم

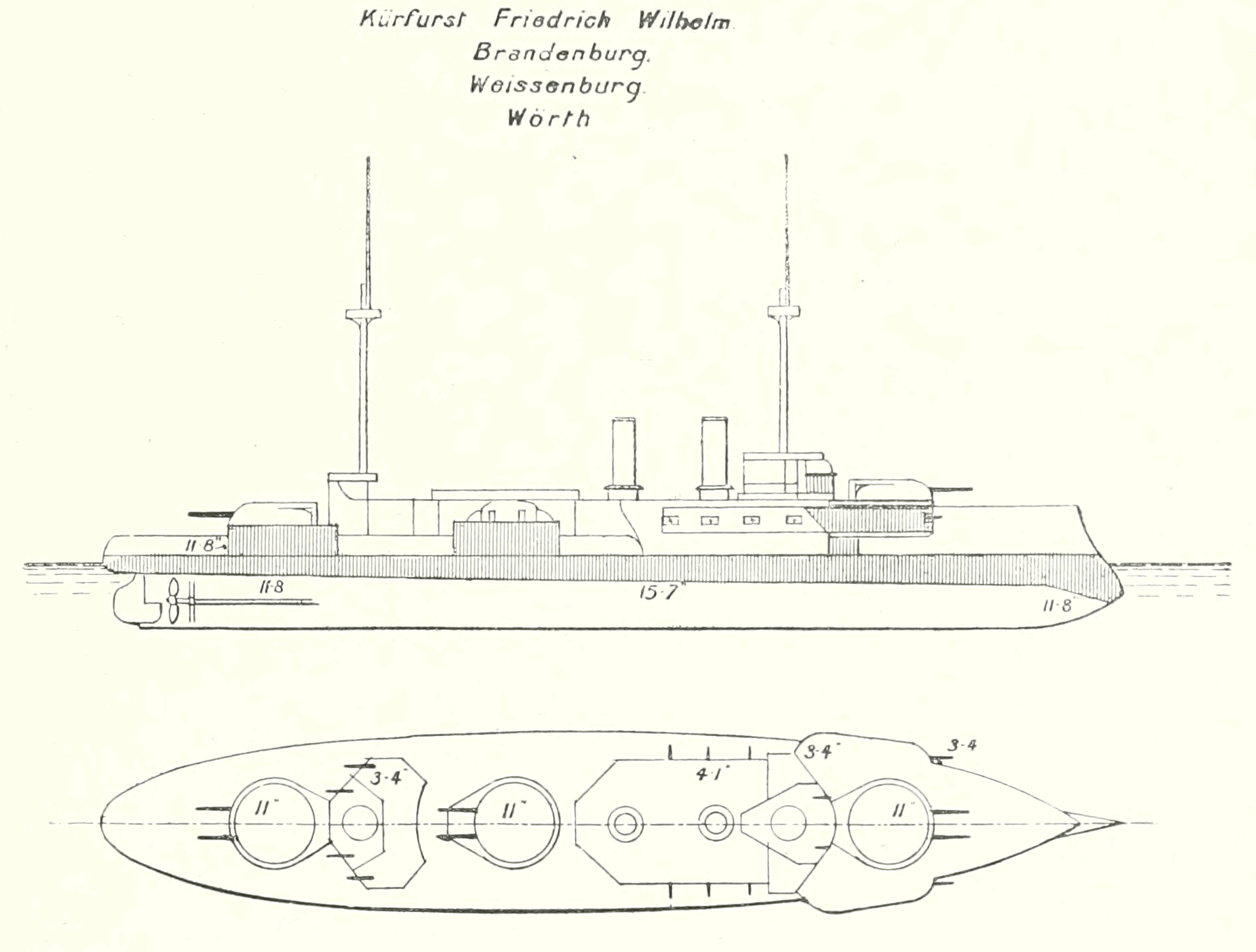
كما هو موضح في براسي البحرية السنوية 1902

## سجل الخدمة

### البناء حتى عام 1896

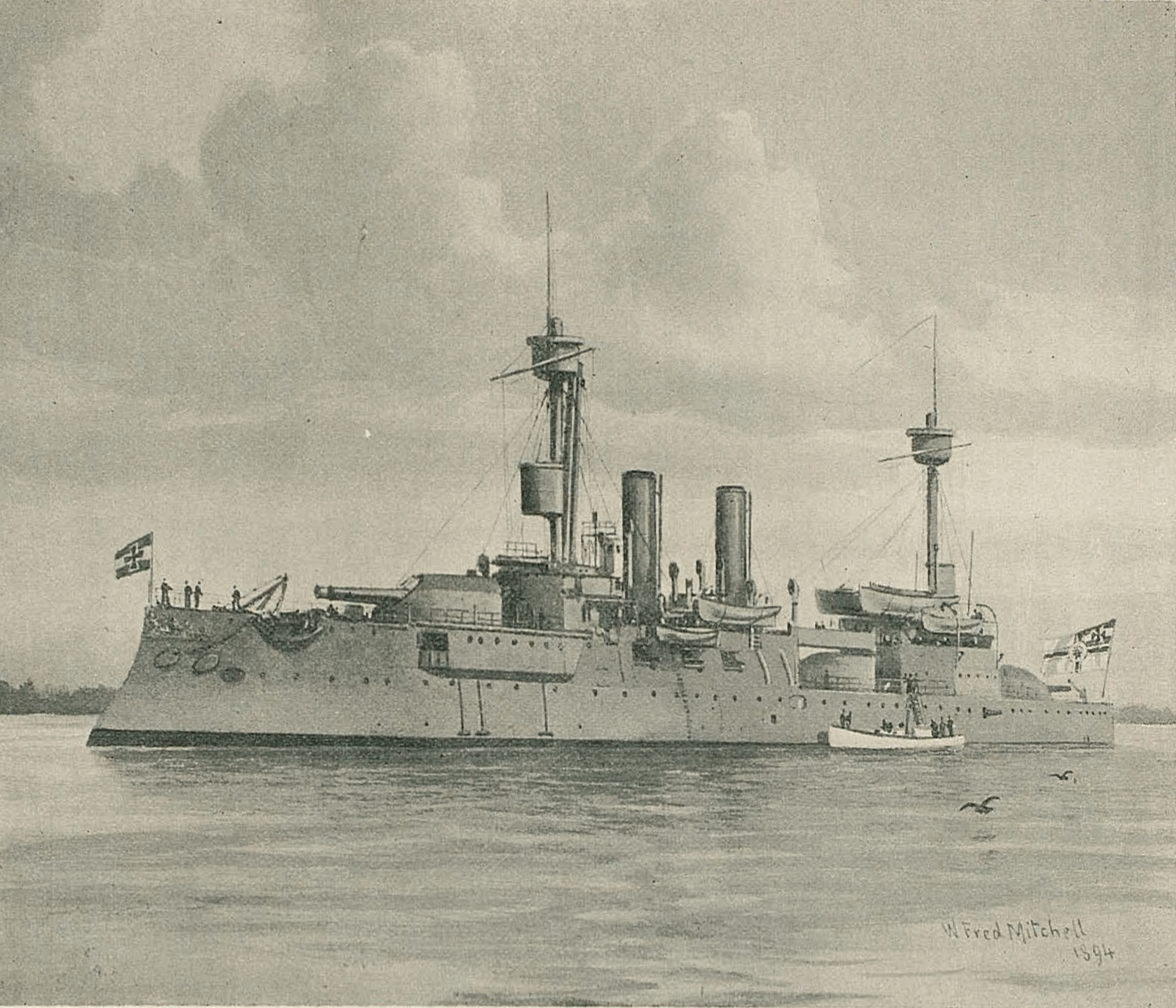
رسم توضيحي لبراندنبورغ بواسطة ويليام فريدريك ميتشل، ج. 1894

م وضع براندنبورغ في حوض بناء السفن في شتشين في مايو 1890. تم الانتهاء من بدنها بحلول سبتمبر 1891 وتم إطلاقها في 21 سبتمبر، عندما تم تعميدها بواسطة فيلهلم الثاني. تبع ذلك العمل المناسب وتم الانتهاء منها، باستثناء تركيب مدافعها، بحلول نهاية سبتمبر 1893، عندما تم نقلها إلى كييل. هناك، تم تركيب مدافعها، وفي 19 نوفمبر تم تشغيل براندنبورغ في الأسطول. بدأت التجارب البحرية بعد أربعة أيام. في اليوم الأول من التجارب، جاء فيلهلم الثاني ووفد من حكومة مقاطعة براندنبورغ على متن السفينة للمراقبة. في 27 ديسمبر ، تلقت السفينة علمًا يحمل شعار النبالة براندنبورغ، والذي تم نقله في مناسبات خاصة. في نهاية الشهر، تم تعيين براندنبورغ رسميًا للقسم الثاني من سرب المناورة. 

## الحواشي

### اقتباسات
1. ↑  Hildebrand, Röhr, & Steinmetz Vol. 2، صفحة 109.